# Овину, Реймонд
Реймонд Овину (англ. Raymond Ovinou; род. 6 сентября 1984, Порт-Морсби) — папуанский дзюдоист, представитель полулёгкой весовой категории. Выступал за национальную сборную Папуа — Новой Гвинеи по дзюдо в период 2007—2016 годов, дважды бронзовый призёр чемпионатов Океании, обладатель бронзовой медали Тихоокеанских игр, участник двух летних Олимпийских игр.

## Биография
Реймонд Овину родился 6 сентября 1984 года в городе Порт-Морсби, Папуа — Новая Гвинея.
Дебютировал на взрослом международном уровне в сезоне 2007 года, когда вошёл в основной состав папуанской национальной сборной и выступил на чемпионате мира в Рио-де-Жанейро, где в 1/32 финала полулёгкой весовой категории был побеждён корейцем Пан Гвиманом.
В 2009 году занял седьмое место на Кубке мира в Апии и побывал на мировом первенстве в Роттердаме.
В 2010 году стал пятым на Кубке мира в Апии и на чемпионате Океании в Канберре, участвовал в чемпионате мира в Токио.
На Тихоокеанских играх 2011 года в Нумеа завоевал бронзовую медаль в полулёгком весе. Отметился выступлением на мировом первенстве в Париже, где в 1/32 финала проиграл представителю Украины Сергею Дреботу.
В 2012 году стал бронзовым призёром на чемпионате Океании в Кэрнсе. Благодаря череде удачных выступлений удостоился права защищать честь страны на летних Олимпийских играх в Лондоне, однако уже в стартовом поединке категории до 66 кг потерпел поражение от армянина Армена Назаряна и сразу же выбыл из борьбы за медали.
После лондонской Олимпиады Овину остался в составе дзюдоистской команды Папуа — Новой Гвинеи на ещё один олимпийский цикл и продолжил принимать участие в крупнейших международных соревнованиях. Так, в 2013 году в полулёгком весе он взял бронзу на чемпионате Океании в Апии.
В 2014 году выступил на чемпионате мира в Челябинске и на Играх Содружества в Глазго.
На чемпионате Океании 2015 года занял итоговое пятое место.
Находясь в числе лидеров папуанской национальной сборной, Реймонд Овину благополучно прошёл отбор на Олимпийские игры 2016 года в Рио-де-Жанейро. На сей раз в первом поединке категории до 66 кг был побеждён канадцем Антуаном Бушаром. Вскоре по окончании этих соревнований принял решение завершить спортивную карьеру.